# موقد بنزن
الفَاعُوس (الجمع: فَوَاعِيْس) ويسمى أيضًا موقد بَنْزِن أو موقد بنزن نسبةً إلى مخترعه وهو من المعدات المخبرية الضروري وجودها في أي مختبر كيميائي، وهو موقد يعمل على الغاز (غالباً البوتان) ويصدر لهبًا ناريًا منفردًا. يستخدم للتسخين أو للتعقيم. يعتبر موقد بنزن من أنظف الطرق العملية لحرق الغازات الطبيعية وغاز الفحم لإنتاج مصدر حراري ذو لهب ساخن تزيد حرارته عن 1000 درجة مئوية. سمي موقد بنزن بهذا الاسم نسبة إلى الكيميائي الألماني روبرت بنزن الذي ابتكر تصميمه في عام 1854.

## التاريخ
عندماوعدت السلطات جامعة هايدلبرج استأجرت روبرت بنزن في عام 1850 ، وبناء عليه بنى مبني المختبرات الجديدة. هايدلبرغ قد بدأت للتو لتثبيت الفحم والغاز لإنارة الشوارع، لذلك تم تزويد أيضا بناء مختبر جديد مع الغاز. المختبرية المطلوبة من الغاز للتدفئة، وكذلك الإضاءة. للتدفئة، وكان من المرغوب فيه درجة الحرارة إلى أقصى حد وتقليل الإضاءة. بقي من مصابيح المختبر السابق كثيرا عن المطلوب بشأن الاقتصاد والبساطة، وكذلك نوعية الشعلة لمصباح الموقد.

## مبدأ عمل الموقد
يقوم موقد بنزن بحرق تام للغاز وذلك بإدخال هواء مع الغاز المحترق بالإضافة للهواء الخارجي مما يؤدي إلى حرق تام للغاز والحصول على حرارة عالية مع عدم تكون رواسب كربونية. هناك أشكال متعددة لموقد بنزن تشترك جميعها في معظم الأجزاء تقريباً.

## تركيب موقد بنزن
يتركب موقد بنزن من الأجزاء الرئيسية التالية:
- قاعدة المصباح: الجزء الذي يرتكز عليه المصباح.
- أنبوب إدخال الغاز: الجزء الذي يتصل بأنبوب الغاز القادم من الأسطوانة أو من محبس الغاز المثبت على المنضدة.
- مفتاح الغاز: لا تحتوي كثير من مواقد بنزن على مثل هذا المفتاح حيث تعتمد على منظم الغاز المتصل بالأسطوانة أو على محبس الغاز المثبت على المنضدة، أما المواقد التي تكون مزودة بمثل هذا المفتاح، فإنه يثبت إما على أنبوب إدخال الغاز أو فوق القاعدة وتحت
- الأنبوب الأسطواني.
- صمام الهواء: يتحكم في كمية الهواء الداخلة إلى الأنبوب الأسطواني مما يساعد على الاحتراق الكامل للغاز، لذلك يجب التحكم في هذا الصمام عند إشعال الموقد حتى يصبح لون اللهب أزرق غير مضيء، مما يدل على الاحتراق الكامل للغاز وبشكل فعّال.

## طـريقة إشعال موقد بنزن
1. صل مصباح بنزن بمصدر الغاز، وتأكد من صلاحية الأنبوب المطاطي وطريقة تركيبه حتى لا يتسرب الغاز منه.
2. أغلق صمامي الغاز والهواء، ثم أفتح مفتاح الغاز الرئيسي المثبت على الطاولة أو منظم الغاز المتصل بالأسطوانة.
3. أشعل عود الثقاب وقربه من فوهة أنبوب الاحتراق الأسطواني، ثم أفتح صمام الغاز (المثبت على موقد بنزن) ببطء حتى يبدأ احتراق الغاز.
4. أفتح صمام الهواء ببطء حتى يتحول لون اللهب إلى اللون الأزرق غير المضيء «اللهب الأصفر المضيء يدل على أن عملية الاحتراق غير كاملة، وهذا يستدعي تحريك صمام الهواء حتى يتحول لون اللهب إلى الأزرق غير المضيء».

## أنواع اللهب الناشئ من موقد بنزن

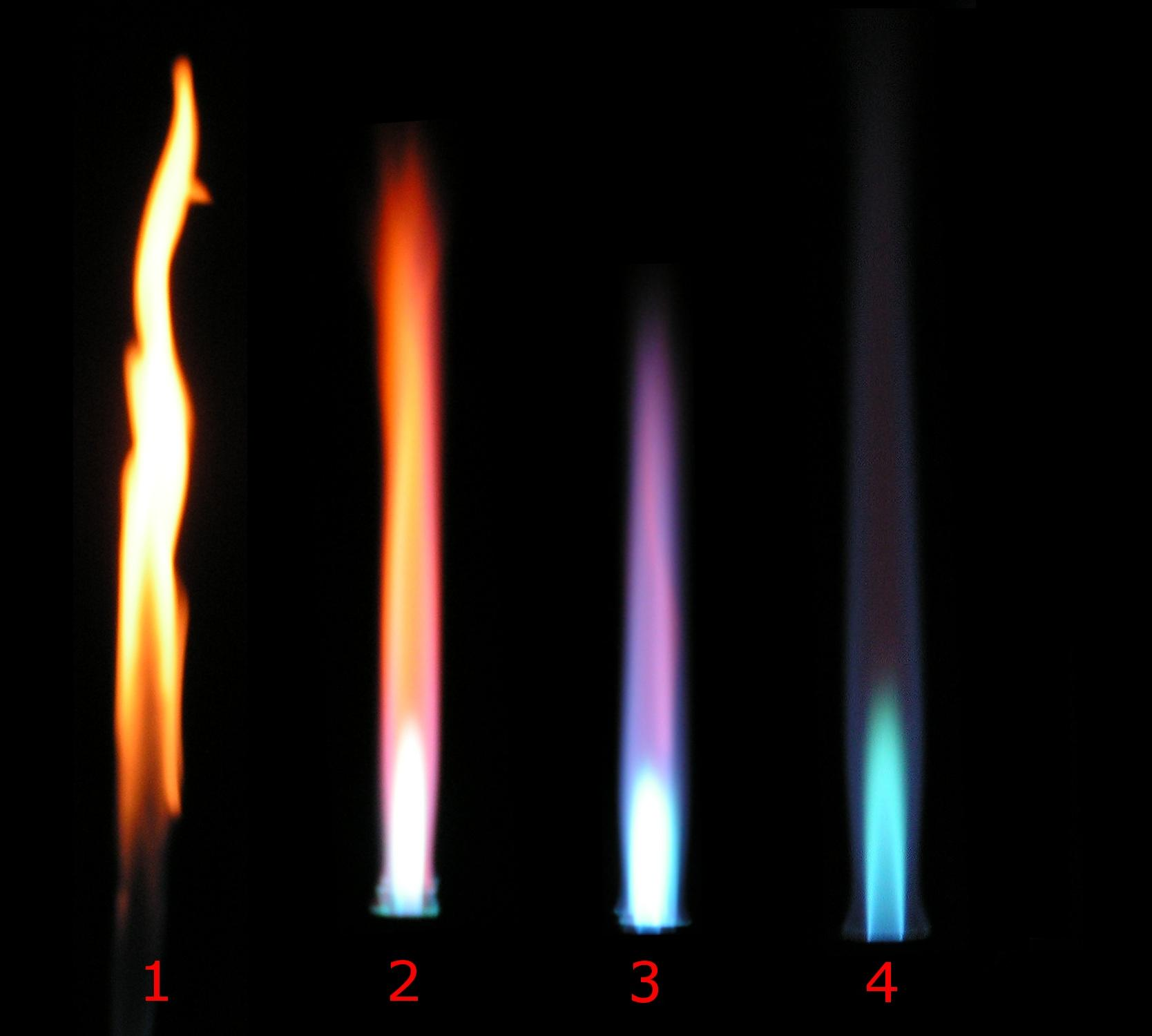
انواع اللهب في موقد بنزن

يمكن الحصول على نوعين من أنواع اللهب من موقد بنزن وهذين النوعين المختلفين يكونان نتيجة اختلاف نسب خليط الغاز والهواء. نوعي اللهب من حيث اللون هما لهب ذو اللون الأصفر (لهب بنزن المضيء) ولهب ذو اللون الأزرق (لهب بنزن غير المضيء).

### لهب بنزن المضيء
يتكون هذا النوع من اللهب عند إغلاق الفتحة السفلية لمصباح بنزن «منظم الهواء» ويتكون اللهب في هذه الحالة من المناطق التالية:
- - منطقة صغيرة زرقاء اللون عند قاعدة اللهب.
  - منطقة يحدث فيها احتراق جزئي وتظهر بها دقائق الكربون غير تام الاحتراق مما يجعلها تتوهج بلون أصفر واضح.
  - منطقة الاحتراق الكامل وهي عبارة عن غلاف رقيق يحيط باللهب أجمعه.
  - منطقة غاز مشتعل ولا يشتعل الغاز في هذه المنطقة لعدم توفر الهواء بها.

### لهب بنزن غير المضيء
ينتج هذا اللهب عند فتح فتحة الهواء بالمصباح مما يؤدي إلى اختلاط قدر وافر من الهواء بالغاز. ويتكون اللهب في هذه الحالة من المناطق التالية:
- منطقة تكون درجة الحرارة فيها أقل ما يمكن..
- وتصلح لإجراء تجارب السلك البلاتيني..
- منطقة تكون درجة الحرارة فيها أعلى ما يمكن وتصلح لتنظيف السلك البلاتيني أو لتحضير خرزات البوراكس.
- منطقة اللهب المؤكسد وتصلح لإجراء اختبار خرزة البوراكس في اللهب المؤكسد.
- منطقة اللهب المختزل وتصلح لإجراء اختبار خرزة البواركس في اللهب المختزل.

## احتياطات الأمان الخاصة بموقد بنزن
- التأكد من عدم تسرب الغاز من اسطوانة البوتجاز، قبل إشعال موقد بنزن.
- التأكد من عدم تسرب الغاز من صنبور الموقد قبل إشعاله، وذلك بتمرير عود الثقاب مشتعل بسرعة قريباً من الصنبور، وإذا حدث اشتعال يقفل صمام اسطوانة البوتجاز بسرعة..
- عند إشعال موقد بنزن، يشتعل عود ثقاب أولاً، ثم يفتح صنبور الغاز.
- يجب قفل صمام اسطوانة البوتجاز إذا بدأ احتراق الغاز داخل أنبوبة مصباح بنزن مع الحذر من لمس الأنبوبة باليد خوفاً من الحروق..
- يُراعى بعد الانتهاء من استخدام موقد بنزن قفل صمام اسطوانة البوتجاز ثم قفل صمام المصباح.
- عدم ترك الموقد مشتعلاً دون حاجة إليه، فهذا يقيد الحركة، أو تقترب منه الملابس أثناء الانهماك في العمل فتشتعل أو تصيبها حروق.
- التأكد من عدم وجود مواد سريعة الاشتعال على مقربة من الموقد المشتعل، فقد تشتعل نتيجة ما يصلها من حرارة الموقد وتسبب أخطار أو حرائق.